# Nakikus Konga
Nakikus Konga est un homme d'affaires et homme politique papou-néo-guinéen.

## Biographie
Il grandit et est scolarisé à Rabaul, puis obtient un diplôme d'un institut d'enseignement supérieur agricole à Wagga Wagga en Australie. À partir de 1980, il est le directeur successivement ou conjointement d'une quinzaine d'entreprises, dans des domaines aussi variés que le bâtiment, l'agriculture, la mode, le transport maritime ou les fournitures de bureau,.
Il entre au Parlement national aux élections de 1992 comme député de la circonscription de Gazelle (qui couvre la péninsule de Gazelle), et est le ministre de l'Intérieur dans le gouvernement de Sir Julius Chan de septembre 1994 à août 1995, ainsi que ministre du Commerce et de l'Industrie d'août 1994 jusqu'à la démission du gouvernement en décembre 1997. Réélu député aux élections de 1997, il quitte en juillet 1998 le parti Pangu Pati et devient membre du Parti pour la Papouasie-Nouvelle-Guinée d'Abord. Il démissionne du Parlement en mars 2000, invoquant le besoin de se recueillir après la mort de son frère et de son père, et alors que pèsent sur lui des soupçons de détournement de fonds publics,,.
Membre désormais du Parti du progrès populaire, aux élections de 2017, il est élu gouverneur de la province de Nouvelle-Bretagne orientale, et siège ainsi ex officio à nouveau au Parlement. Candidat à sa réélection, il est battu aux élections de 2022.